# Videoschnittkarte
Eine Videoschnittkarte ist eine Hardware-Ergänzung für leistungsschwächere Computer zur Videobearbeitung, vor allem Digitalisierung von Bild und Ton.

## Anschlüsse
Eine Videoschnittkarte bietet meistens folgende Anschlüsse:
- Cinch rot - rechter Tonkanal für Aufnahme
- Cinch weiß - linker Tonkanal für Aufnahme
- Cinch gelb - Video (Composite Video)
- FireWire
- S-Video

## Software
Im Heimbereich liefert der Anbieter häufig auch gleich eine eigene Software, manchmal auch ein fremdes Produkt wie z. B. Adobe Premiere, mit der Karte mit.

## Anbieter
Zu den Anbietern der Videoschnittkarten gehört unter anderen das Unternehmen Pinnacle Systems, seit April 2005 ein Tochterunternehmen von Avid Technology, Inc. (Pinnacle Systems Studio DV Plus bzw. miro DC30+ und andere).
In früheren Zeiten hatte die Firma MacroSystem bereits erfolgreich mit der Serie VLab Videoschnittkarten für die Computer der Reihe Amiga von Commodore in interner und externer Bauweise hergestellt.